# Muzeum pražského vodárenství
Muzeum pražského vodárenství sídlí v prostorách Podolské vodárny v Podolí v Praze 4. Muzeum bylo otevřeno v roce 1952, a sice v suterénu tehdejší ústřední budovy Pražských vodáren na Národní třídě v Praze 1. Současná expozice v podolské úpravně vody byla otevřena v roce 1997.

## Historie
Otevření celé expozice předcházela práce několika vodárenských generací. Základem celé muzejní sbírky jsou exponáty, kterých bylo použito v expozici pražského vodárenství na Jubilejní zemské výstavě v Praze v roce 1891 uspořádané v rámci pražského pavilonu ing. Václavem Feiglem. Po ukončení výstavy byl materiál uložen do depozitáře a tehdejší vodárenští technici v čele s přednostou Vodárenského úřadu ing. Josefem Bubákem pokračovali v dalším shromažďování vodárenských památek. Zásluhou systematické sběratelské činnosti vodárenských zaměstnanců bylo, že při prestižní výstavě konané v Praze roku 1937 sdružením „Plyn, voda a zdravotní technika“, byla vodárenská expozice nejobsáhlejší. Zájem o sbírání dokumentů a artefaktů nepolevil ani v dalším období. Tato činnost vyvrcholila výstavou „600 let pražského vodovodu“, uspořádané v roce 1948 v budově ředitelství Vodáren hlavního města Prahy na pražské malostranské Kampě. Výstava měla mimořádný ohlas, a proto byla provedena její půlroční reinstalace v prostorách Národního technického muzea na pražské Letné. Po dobu osmi měsíců se tato výstava těšila velké přízni široké veřejnosti.
Poté, co byla ředitelství Vodáren hlavního města Prahy přidělena budova na Starém Městě pražském, na Národní třídě 13, byly adaptovány suterénní prostory pro stálou vodárenskou výstavu. Adaptací byli pověřeni arch. Vratislav Mayer a stavitel František Duda, instalací výstavy pak Otta Müller. Expozice byla slavnostně otevřena 26. června 1952 za účasti pražského primátora. V té době šlo o evropský unikát. Podobná vodárenská muzea v belgickém Gentu, rakouském Wildalpenu, berlínském Friedrichshagenu, v Lisabonu, v maďarské Ostřihomi či v Bratislavě byla otevřena teprve později. Sbírky, jež byly nadále průběžně doplňovány a zpracovávány, se těšily značnému zájmu návštěvníků z domova i z ciziny. Suterénní prostory však postupně chátraly, a proto vyvstala nutnost zajistit pro instalaci unikátních sbírek důstojnější podmínky.
V roce 1984 rozhodlo vedení Pražských vodáren adaptovat bývalou čerpací stanice Václavka na Smíchově pro potřeby muzea. Projekt přestavby byl podnikem DRUPOS Praha dokončen až v roce 1987 a stavební povolení vydáno o rok později. Nenašel se však podnik, který by byl ochoten stavbu realizovat a záměr odezněl.
V roce 1992 začala generální rekonstrukce staré filtrace vodárny v Podolí, stavby arch. Antonína Engela z 20. let 20. století. Ve volném místě, které vzniklo po vybourání starého chemického hospodářství, byly vybudovány prostory pro novou expozici Muzea pražského vodárenství. Pro generálního projektanta Hydroprojekt, a. s. Praha vypracoval návrh nového interiéru tým architektů ČVUT Navrátil – Páv – Frýdecký. Stavební práce provedl IDOS Praha se svými dodavateli. V březnu 1996 byla celá výstavba interiéru dokončena. Vznikl dvoupodlažní výstavní prostor o ploše cca 800 m2 s depozitáři a přednáškovým sálem pro cca 40 návštěvníků. Interiér filtrační stanice je od výstavních prostor oddělen skleněnou stěnou, a tak se zájemcům naskýtá neuvěřitelný výhled do Engelovy „vodní katedrály“. Bezbariérové řešení zajišťuje přístupnost i pro tělesně postižené návštěvníky. Scénář expozice vypracoval tehdejší vedoucí archivu a muzea Jaroslav Jásek ve spolupráci s archivářkou Magdalenou Undasovou a fotografem Jaroslavem Benešem. Architektonické řešení expozice velmi citlivě k nově vytvořenému interiéru vyprojektoval ing. arch. Martin Tröster, grafické řešení navrhl ak. mal. Jiří Hanžlík. Nová expozice byla slavnostně otevřena 19. října 1997.
Celá expozice zachovává chronologické členění historického vývoje pražského vodárenství od prvních soukromých vodovodů z 12. století, přes vltavské vodárny renesančního období, vodárenské snahy konce 19. století po současné zásobování hlavního města Prahy vodou. Vše doplňují unikátní artefakty. Např. čerpací stroj klatovské vodárny z roku 1833, vodovodní potrubí z antického období, část hradního vodovodu z doby Rudolfa II., model čerpacího soustrojí z rukou českého vynálezce Josefa Božka, atd. Trojrozměrné předměty doplňuje řada kopií cenného archivního materiálu a množství historických fotografií. Velmi cenné jsou sbírky druhů vodovodního potrubí, uzavíracích elementů a dalších historických přístrojů a nástrojů. Samostatně je prezentována unikátní sbírka vodoměrů.
Sbírky i expozice jsou péčí PhDr. Jiřího Dejmka a jeho spolupracovníků jsou stále doplňovány různými historickými artefakty vodárenských zařízení i z mimopražského prostředí. Mimo některých pražských čerpadel, např. čerpadlo firmy Janka Radotín s elektromotorem ČKD sloužící v petřínské čerpací stanici od roku 1929, přibyl trkač z roku 1897 z Nových Dvorů u Kutné hory, železobetonové trubky ze západočeských Prášil a také nadzemní hydrant ze severočeské Havraně či nadzemní hydrant pro napájení kropicích tramvají původně osazený v pražských Vinohradech.
Za upozornění stojí další unikátní exponáty. Jsou jimi dřevěná potrubí s kovovými spojkami ze 17. a 18. století, keramické roury používané v Praze od 15. do 19. století, či ukázky litinového potrubí používaného v Praze od roku 1830, někdy narušené různými podzemními vlivy. Zajímavé jsou výřezy z olověných rour používaných na domovní instalace. Vystavené jsou olověné roury poškozené mrazem, vodními rázy a téměř zarostlé usazeninami po desetiletí provozu. Vše doplňují i ukázky skleněného potrubí. Pokusně se v 50. letech v Praze užívalo i plastového potrubí z Gaboduru dovážené z Německa. Také osinkocementové potrubí se spojkami není bez zajímavosti. Kuriozitou jsou i modely poruch nejstaršího káranského řadu průměru 1100 mm, které sloužily jako dokumentace prasklin tohoto litinového potrubí.
Muzeum pražského vodárenství navštíví ročně cca 8000 zájemců nejen z České republiky, ale i ze světa. Ve svých prostorách přivítalo velké množství odborných i politických osobností, vč. prezidenta Václava Klause s chotí. Pro žáky a studenty českých i zahraničních škol jsou určeny komentované prohlídky a prostory jsou využívány pro různé odborné i společenské akce. Každý rok na jaře při příležitosti „Světového dny vody“ a na podzim ke „Dnům evropského dědictví“ se konají dny otevřených dveří, kdy je po celý víkend muzeum volně přístupné veřejnosti. Tyto akce se těší stálému zájmu návštěvníků nejen z Prahy či České republiky, ale i z jiných zemí.